# 사기꾼들 (1955년 영화)
사기꾼들(Il Bidone, The Swindle)은 프랑스에서 제작된 페데리코 펠리니 감독의 1955년 드라마 영화이다. 브로데릭 크로포드 등이 주연으로 출연하였다.

## 출연

### 주연
- 브로데릭 크로포드
- 줄리에타 마시나

### 조연
- 리차드 베이스하트
- 프랑코 파브리지
- 수 엘렌 블레이크
- 이렌느 세파로
- 알버토 드 아미시스
- 로렐라 드 루카

## 제작진
- 의상: 다리오 세치